# Geoffrey Kondogbia
Geoffrey Edwin Kondogbia (pronunciación en francés: /ʒɔˈfʁe kɔ̃dogˈbja/; Nemours, Francia, 15 de febrero de 1993) es un futbolista centroafricano. Juega de centrocampista y su equipo es el Olympique de Marsella de la Ligue 1 de Francia.
Como internacional es capitán de la selección de la República Centroafricana. También fue internacional en las categorías inferiores de la selección de Francia proclamándose campeón del mundo sub-20 en 2013 y llegando a debutar en cinco partidos amistosos con la selección absoluta.

## Trayectoria

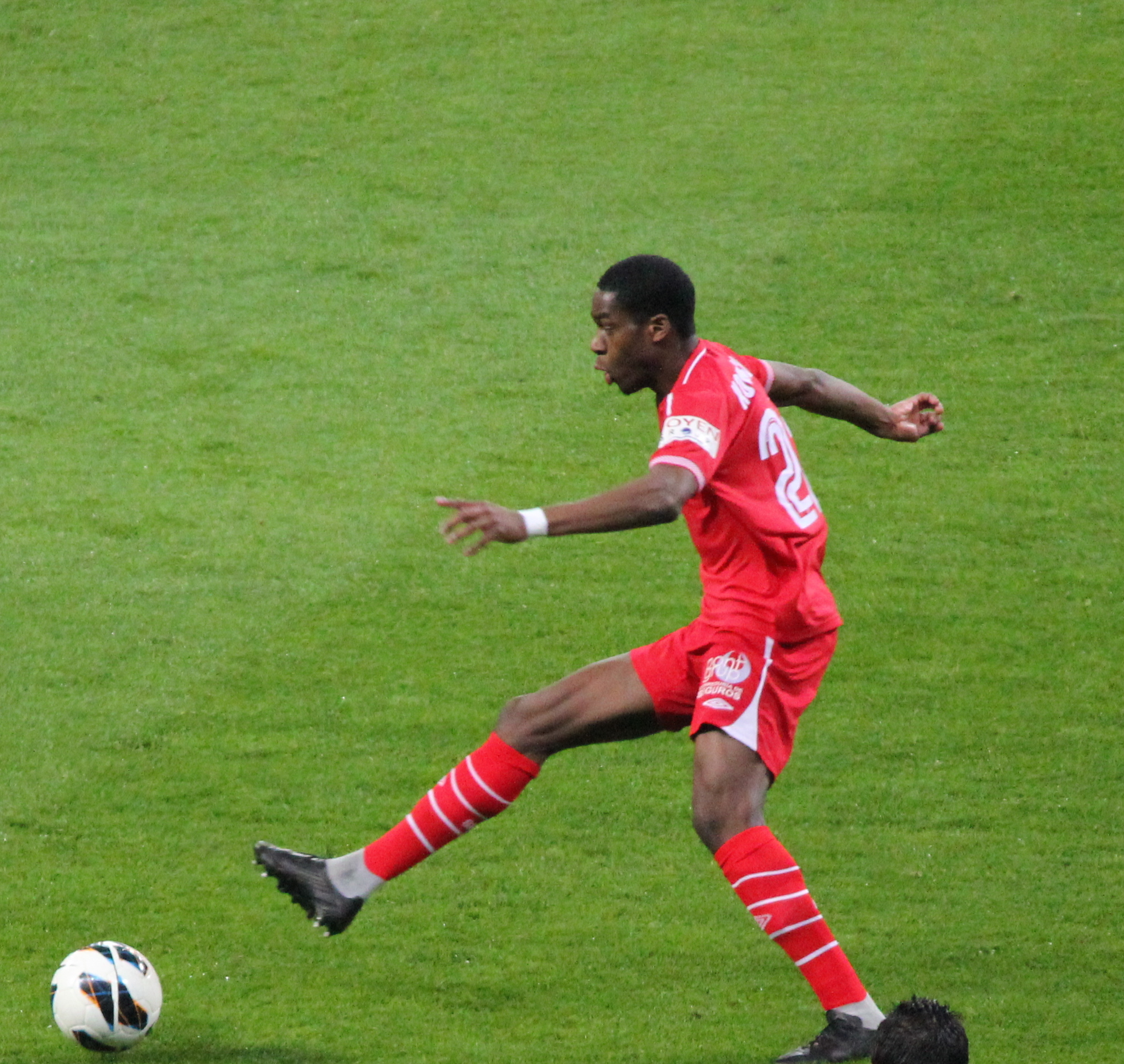
Kondogbia disputando un partido contra el Real Madrid

### Nandy
Comenzó a despuntar en el modesto Nandy, equipo donde ingresó con 6 años. Allí, despuntaba tanto física como técnicamente y en 2003, es decir, con 10 años, pasó al Sénart-Moissy Cremayel  donde, debido a su progresión y buen hacer para su corta edad, el R. C. Lens lo consigue incorporar a sus juveniles.

### Sevilla F. C.
Su traspaso al Sevilla F. C. en julio de 2012, procedente del R. C. Lens, ascendió a 4 millones de euros, que corrieron a cargo del grupo de inversión "Doyen Sport". Tenía una cláusula de rescisión de 20m€ y sus derechos económicos pertenecían de forma conjunta al grupo de inversión y al Sevilla F. C. 

### A. S. Mónaco
En el año 2013, el A. S. Monaco pagó la cláusula de rescisión y se hizo con el jugador para la temporada 2013-14.

### Inter de Milán
El 20 de junio de 2015 se da su fichaje por parte del Inter de Milán por una cifra alrededor de 35m€.

### Valencia C. F.
El 21 de agosto de 2017 el Valencia C. F. hizo oficial su incorporación en calidad de cedido. El 24 de mayo de 2018 el club ejerció la opción de compra por 25 millones.
La temporada 2018-19 fue la segunda en Valencia, donde se convirtió en un pilar fundamental del centro del campo.[cita requerida]

## Selección nacional
Kondogbia ha formado parte de todas las categorías de la selección de Francia. Como sus padres son propios de la República Centroafricana, tenía también la opción de representar a este país. De hecho, su hermano Evans, también jugador de fútbol, es internacional absoluto con el país africano.
Su debut con la selección absoluta de Francia fue el 14 de agosto de 2013 en un empate sin goles frente a la selección de Bélgica, donde disputó 63 minutos. Tras esto, jugó otros cuatro partidos con Francia durante el 2015 pero todos de carácter amistoso.
El 31 de agosto de 2018 fue convocado por la selección absoluta de la República Centroafricana tras no haber sido convocado por Didier Deschamps para el Mundial de Rusia 2018 con anterioridad ese mismo verano. Tras no poder debutar en esa fecha por una lesión en el tobillo, en octubre del mismo año vuelve a ser convocado de cara a los duelos ante la selección absoluta de Costa de Marfil y la selección absoluta de Ruanda por la clasificación para la Copa Africana de Naciones de 2019 debutando como capitán en la derrota por 4 a 0 ante el conjunto marfileño el 12 de octubre de 2018. 4 días más tarde debutaría de local, en Bangui, en el empate a 0 ante el mismo conjunto del día del debut.

## Estadísticas

### Clubes
Actualizado al último partido disputado el 4 de mayo de 2025.
| Club | Div.          | Temporada     | Liga  | Liga  | Copas nacionales(1) | Copas nacionales(1) | Copas internacionales(2) | Copas internacionales(2) | Total (3) | Total (3) |
| Club | Div.          | Temporada     | Part. | Goles | Part.               | Goles               | Part.                    | Goles                    | Part.     | Goles     |
| --- | ------------- | ------------- | ----- | ----- | ------------------- | ------------------- | ------------------------ | ------------------------ | --------- | --------- |
| R. C. Lens Francia | 1.ª           | 2010-11       | 3     | 0     | -                   | -                   | -                        | -                        | 3         | 0         |
| R. C. Lens Francia | 2.ª           | 2011-12       | 32    | 1     | 4                   | 0                   | -                        | -                        | 36        | 1         |
| R. C. Lens Francia | Total club    | Total club    | 35    | 1     | 4                   | 0                   | 0                        | 0                        | 39        | 1         |
| Sevilla F. C. · España | 1.ª           | 2012-13       | 31    | 1     | 6                   | 0                   | -                        | -                        | 37        | 1         |
| Sevilla F. C. · España | 1.ª           | 2013-14       | 2     | 0     | -                   | -                   | 1                        | 0                        | 3         | 0         |
| Sevilla F. C. · España | Total club    | Total club    | 33    | 1     | 6                   | 0                   | 1                        | 0                        | 40        | 1         |
| A. S. Monaco F. C. Francia | 1.ª           | 2013-14       | 26    | 1     | 5                   | 0                   | -                        | -                        | 31        | 1         |
| A. S. Monaco F. C. Francia | 1.ª           | 2014-15       | 23    | 1     | 2                   | 0                   | 8                        | 1                        | 33        | 2         |
| A. S. Monaco F. C. Francia | Total club    | Total club    | 49    | 2     | 7                   | 0                   | 8                        | 1                        | 64        | 3         |
| Inter de Milán · Italia | 1.ª           | 2015-16       | 26    | 1     | 4                   | 0                   | -                        | -                        | 30        | 1         |
| Inter de Milán · Italia | 1.ª           | 2016-17       | 24    | 1     | 2                   | 0                   | -                        | -                        | 26        | 1         |
| Inter de Milán · Italia | Total club    | Total club    | 50    | 2     | 6                   | 0                   | 0                        | 0                        | 56        | 2         |
| Valencia C. F. · España | 1.ª           | 2017-18       | 31    | 4     | 5                   | 0                   | -                        | -                        | 36        | 4         |
| Valencia C. F. · España | 1.ª           | 2018-19       | 19    | 1     | 3                   | 0                   | 7                        | 0                        | 29        | 1         |
| Valencia C. F. · España | 1.ª           | 2019-20       | 27    | 1     | 2                   | 0                   | 5                        | 1                        | 34        | 2         |
| Valencia C. F. · España | 1.ª           | 2020-21       | 5     | 0     | -                   | -                   | -                        | -                        | 5         | 0         |
| Valencia C. F. · España | Total club    | Total club    | 82    | 6     | 10                  | 0                   | 12                       | 1                        | 104       | 7         |
| Atlético de Madrid · España | 1.ª           | 2020-21       | 25    | 0     | 2                   | 0                   | 0                        | 0                        | 27        | 0         |
| Atlético de Madrid · España | 1.ª           | 2021-22       | 28    | 1     | 2                   | 0                   | 9                        | 0                        | 39        | 1         |
| Atlético de Madrid · España | 1.ª           | 2022-23       | 20    | 0     | 4                   | 0                   | 3                        | 0                        | 27        | 0         |
| Atlético de Madrid · España | Total club    | Total club    | 73    | 1     | 8                   | 0                   | 12                       | 0                        | 93        | 1         |
| Olympique de Marsella Francia | 1.ª           | 2023-24       | 26    | 0     | 1                   | 0                   | 14                       | 1                        | 41        | 1         |
| Olympique de Marsella Francia | 1.ª           | 2024-25       | 25    | 0     | 1                   | 0                   | -                        | -                        | 26        | 0         |
| Olympique de Marsella Francia | Total club    | Total club    | 51    | 0     | 2                   | 0                   | 14                       | 1                        | 67        | 1         |
| Total carrera | Total carrera | Total carrera | 373   | 13    | 43                  | 0                   | 47                       | 3                        | 463       | 16        |
| (1) Incluye datos de Coupe de France, Coupe de la Ligue (2010-2012, 2013-2015) / Copa del Rey, Supercopa de España (2012-2014, 2017-18) / Copa Italia (2015-2017). (2) Incluye datos de Liga Europa (2013-14, 2016-17); Liga de Campeones (2014-15). (3) No se incluyen partidos amistosos. |               |               |       |       |                     |                     |                          |                          |           |           |

## Palmarés

### Títulos nacionales
| Título                     | Equipo             | País   | Año     |
| -------------------------- | ------------------ | ------ | ------- |
| Copa del Rey               | Valencia C. F.     | España | 2018-19 |
| Primera División de España | Atlético de Madrid | España | 2020-21 |

### Títulos internacionales
| Título              | Equipo               | Sede    | Año  |
| ------------------- | -------------------- | ------- | ---- |
| Copa Mundial sub-20 | Selección de Francia | Turquía | 2013 |

## Vida privada
A pesar de haber nacido en Francia, Kondogbia siempre estuvo muy comprometido con el país de nacimiento de sus padres, la República Centroafricana. Es por ello que la reciente decisión de representar oficialmente a su selección está relacionada con la posibilidad de visibilizar a uno de los países más pobres de África. Junto a esto, Kondogbia tiene una fundación en el país africano para ayudar a aquellos que más lo necesitan.